# Avenida Miguel Grau (Lima)
La avenida Miguel Grau es una de las principales avenidas de la ciudad de Lima, capital del Perú. Se extiende de oeste a este, y luego, de este a noreste. Recorre los distritos de Lima, La Victoria y El Agustino, superponiéndose parcialmente al trazado de las antiguas murallas de Lima.
Contiene una vía expresa, que se extiende desde la plaza Grau hasta el jirón Lucanas, destinada al tránsito exclusivo de unidades de transporte público y buses alimentadores del Metropolitano. El viaducto elevado de la línea 1 del Metro de Lima y Callao, atraviesa parte de su berma central, en el tramo comprendido entre las avenidas Aviación y Locumba.

## Historia
En 2003, se inició los trabajos de construcción de la vía expresa que comprende 6 pasos a desnivel. En 2006, se concluyó la construcción de la Vía Expresa Grau, cuya extensión abarca 3 kilómetros.
En 2024, se realizó la ceremonia del inicio de la construcción del corredor del Metropolitano que se conectará con la línea 1 del Metro de Lima y Callao, los trabajos comprende la pavimentación y cuatro nuevas estaciones. El 19 de marzo de 2025 se inició los desvíos vehiculares por las obras en la vía expresa.

## Recorrido
La avenida inicia en la plaza Grau, y sigue el trazo del paseo Colón, donde se ubica la estación Central del Metropolitano. En esta primera cuadra, se encontraba la Carpa Grau, cuyo punto en la década de los 80 y 90, se presentaban distintos grupos de música tropical y chicha, entre los que se destacó Chacalón. Asimismo, la zona es conocida por la presencia de prostitución.
A partir del cruce con la avenida Manco Cápac, se encuentran muchos locales de venta de ropa, juguetes, venta y reparación de bicicletas, además de puestos de comida. Posteriormente, se encuentra el Hospital Nacional Guillermo Almenara Irigoyen, el Hospital de Emergencias Pediátricas y la Facultad de Medicina «San Fernando» (Universidad Nacional Mayor de San Marcos).
En su cruce con el jirón Antonio Baso, se encuentra el Hospital Nacional Dos de Mayo. Entre los cruces con las avenidas Aviación y Nicolás Ayllón, en el extremo sur, la vía delimita con el mercado informal de Tacora, en la urbanización Manzanilla. Esta zona es conocida por poseer un alto nivel de delincuencia y falta de limpieza pública. Asimismo, en este punto, se ubica la estación Miguel Grau de la línea 1 del Metro de Lima y Callao. Pasando el cruce con la avenida Locumba, inicia el último tramo de la avenida, que culmina en el lado norte del Cementerio El Ángel.